# Анищенки
Анищенки (укр. Онищенки) — село,
Ракитненский сельский совет,
Кременчугский район,
Полтавская область,
Украина.
Код КОАТУУ — 5322485102. Население по переписи 2001 года составляло 55 человек.

## Географическое положение
Село Анищенки находится на правом берегу реки Псёл,
выше по течению на расстоянии в 1 км расположено село Романки,
ниже по течению примыкает село Щербаки,
на противоположном берегу — село Кузьменки (Горишнеплавневский городской совет).
Река в этом месте извилистая, образует лиманы, старицы и заболоченные озёра.

## История
Есть на карте 1869 года как Пидусты.
В 1911 году на хуторе Онищенки жило 243 человека.